# Claudia Sheinbaum Pardo
Claudia Sheinbaum Pardo (espanyol de Mèxic: Claudia Sheinbaum)  (Ciutat de Mèxic, 24 de juny de 1962) és una política, científica, activista i escriptora mexicana. És la presidenta de Mèxic des de l'1 d'octubre de 2024.
Ha exercit com a cap de Govern de Ciutat de Mèxic entre 2018 i 2023, i abans ha exercit de Secretària del Medi Ambient de la Ciutat de Mèxic de 2000 a 2006, durant l'administració d'Andrés Manuel López Obrador i va ser Cap Delegacional a Tlalpan de 2015 a 2017. El 2007 el grup científic sobre el canvi climàtic del qual és membre, el Grup Intergovernamental d'Experts sobre el Canvi Climàtic, va obtenir el Premi Nobel de la Pau per la seva contribució en el Quart Informe d'Avaluació de l'IPCC per a la Organització de les Nacions Unides al costat d'Al Gore.
El 6 de setembre de 2023, es va anunciar que havia guanyat el procés intern del partit Moviment Regeneració Nacional (MORENA) per esdevenir la candidata a Presidenta a les eleccions federals de Mèxic de 2024 de la coalició Sigamos Haciendo Historia, hereva de la coalició Juntos Haremos Historia que va guanyar les eleccions federals de Mèxic de 2018.

## Biografia
Claudia Sheinbaum Pardo va néixer el 24 de juny de 1962 a la Ciutat de Mèxic. És la segona filla del matrimoni del químic Carlos Sheinbaum Yoselevitz, i la biòloga Annie Pardo Cemo.

### Vida acadèmica
Va cursar els estudis universitaris a la Facultat de Ciències de la Universitat Nacional Autònoma de Mèxic (UNAM), on va obtenir el 1989 la llicenciatura en Física amb la seva tesi «Estudio termodinámico de una estufa doméstica de leña para uso rural». Posteriorment, el 1994, va obtenir el grau de Mestratge en Enginyeria de l'energia amb la tesi «Economía del uso eficiente de la energía eléctrica en la iluminación». El 1995 va obtenir el grau de doctor en enginyeria ambiental amb la tesi «Tendencias y perspectivas de la energía residencial en México».
En aquest any va viatjar a Califòrnia per a realitzar el treball de recerca per al seu doctorat al Lawrence Berkeley National Laboratory durant 4 anys, becada per la Universitat Nacional Autònoma de Mèxic. És diplomada del Programa d'Estudis Avançats en Desenvolupament Sostenible i Medi Ambient (LEAD-Mèxic) del Centro de Estudios Demográficos, Urbanos y Ambientales i és diplomada del Programa d'Estudis Avançats en Desenvolupament Sostenible de El Colegio de México; també és membre del Sistema Nacional de Investigadores i de l'Acadèmia Mexicana de Ciències.
Va ser assessora de la Comissió Nacional per a l'Estalvi d'Energia i de la Gerència d'Estudis Econòmics de la Comissió Federal d'Electricitat (CFE).
És investigadora titular de l'Institut d'Enginyeria (UNAM). L'any 2007 es va incorporar al Grup Intergovernamental d'Experts sobre el Canvi Climàtic de l'ONU en el tema d'energia i indústria, com a autora per contribució per al tema "Mitigació del canvi climàtic" del Quart Informe d'Avaluació de l'IPCC. Aquest grup va ser guardonat amb el Premi Nobel de la Pau el mateix any. El 2013 va participar, juntament amb uns altres 11 experts com a autors líders, del tema indústria del Cinquè Informe d'Avaluació de l'IPCC.
Sheinbaum va participar en el jurat de la Trobada Hispanoamericana del Mil·lenni de Vídeo Documental Independent celebrat al Districte Federal del 25 al 30 de juny de 2000.

## Carrera política
Durant la seva formació universitària va ser integrant del Consell Estudiantil Universitari de la UNAM, grup d'estudiants que posteriorment es convertiria en el braç juvenil fundador del Partit de la Revolució Democràtica.

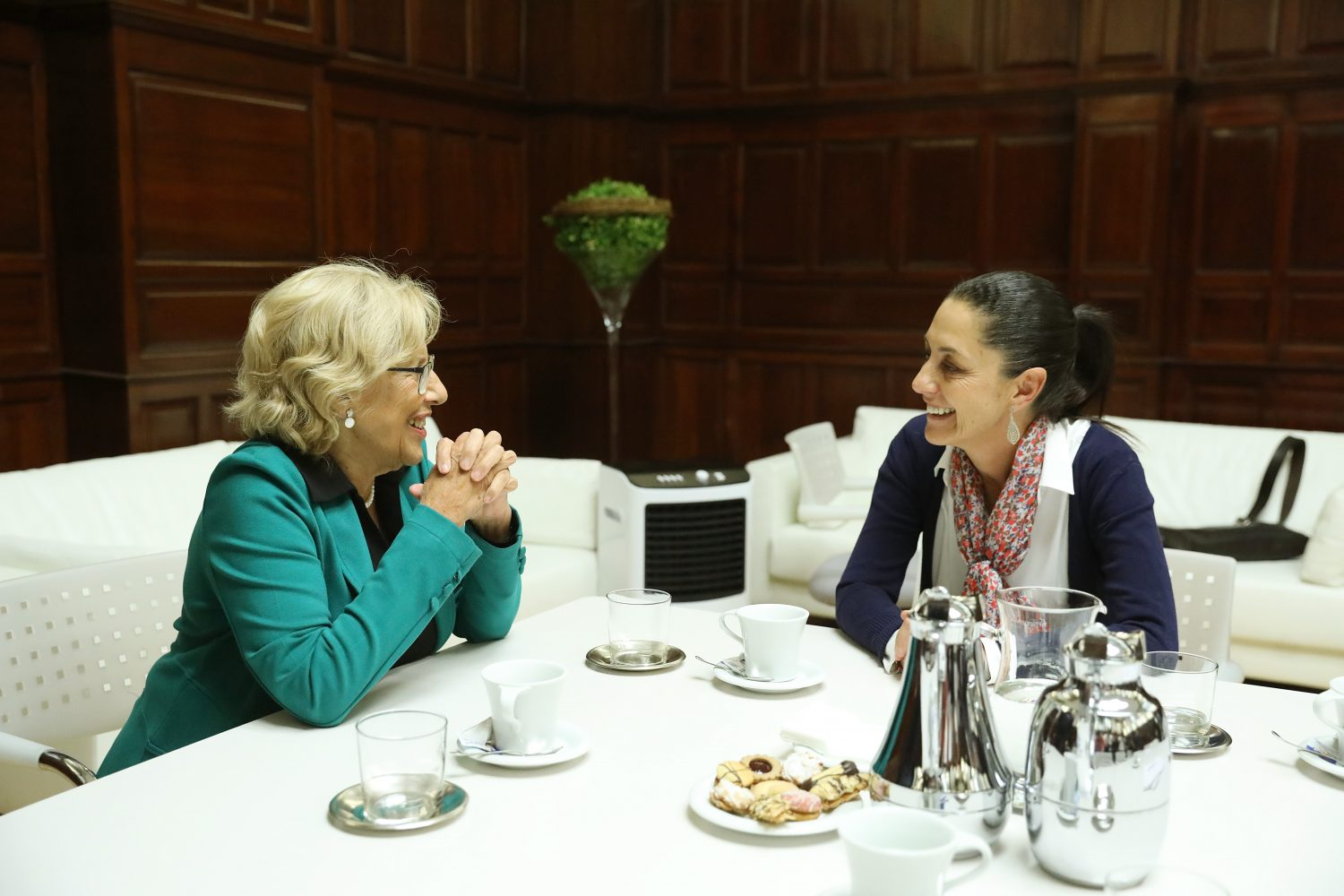
Fotografiada en octubre de 2018 al costat de Manuela Carmena, llavors alcaldessa de Madrid.

El 20 de novembre de 2000 va ser presentada la seva inclusió en el gabinet del Cap del DF Andrés Manuel López Obrador, assumint el 5 de desembre de 2000 la Secretaria de Medi Ambient del Districte Federal. Durant la seva gestió va ser responsable de la construcció del segon pis del Perifèric, de la primera línia del Metrobús i d'una central de còmput per a controlar els verificentres de Ciutat de Mèxic. Va renunciar al seu càrrec al maig de 2006, per a integrar-se a l'equip de campanya d'Andrés Manuel López Obrador com la seva portaveu per a les Eleccions federals de Mèxic de 2006, posteriorment va ser encarregada de la Secretaria de Defensa del Patrimoni Nacional de l'anomenat "Govern Legítim", encapçalat per López Obrador.
A l'abril de 2008, juntament amb altres dirigents, va coordinar el Moviment en Defensa del Petroli, formant brigades de dones a les quals se'n va dir «Adelitas», en clara referència a les dones que van participar en la Revolució mexicana, que van realitzar intenses mobilitzacions de resistència civil pacífica a l'exterior del Senat de la República, en protesta pel curt temps plantejat per a legislar i debatre la reforma energètica i en contra del presumpte intent de privatització de PEMEX.
Andrés Manuel López Obrador, com a candidat a la presidència mexicana en les eleccions de 2012, la va incloure en la seva proposta de gabinet per a ocupar el lloc de secretària de Medi Ambient. Des de finals de 2015 fou nomenada Cap Delegacional a Tlalpan, deixant el seu càrrec de delegada el 6 de desembre de 2017 després de guanyar la consulta interna per a la precandidatura de Cap de Govern de la Ciutat de Mèxic per la coalició «Juntos Haremos Historia» formada pel partit Morena, el Partit del Treball (PT) i el Partido Encuentro Social (PES).
El juliol de 2018 es va convertir en la primera dona escollida cap de govern de la Ciutat de Mèxic amb un programa que posava èmfasi en frenar el crim i fer complir les lleis de zonificació. El càrrec ja havia ser exercit de manera interina per Rosario Robles de 1999 a 2000, després que Cuauhtémoc Cárdenas renunciés per a postular-se com a president.

### Presidenta de Mèxic

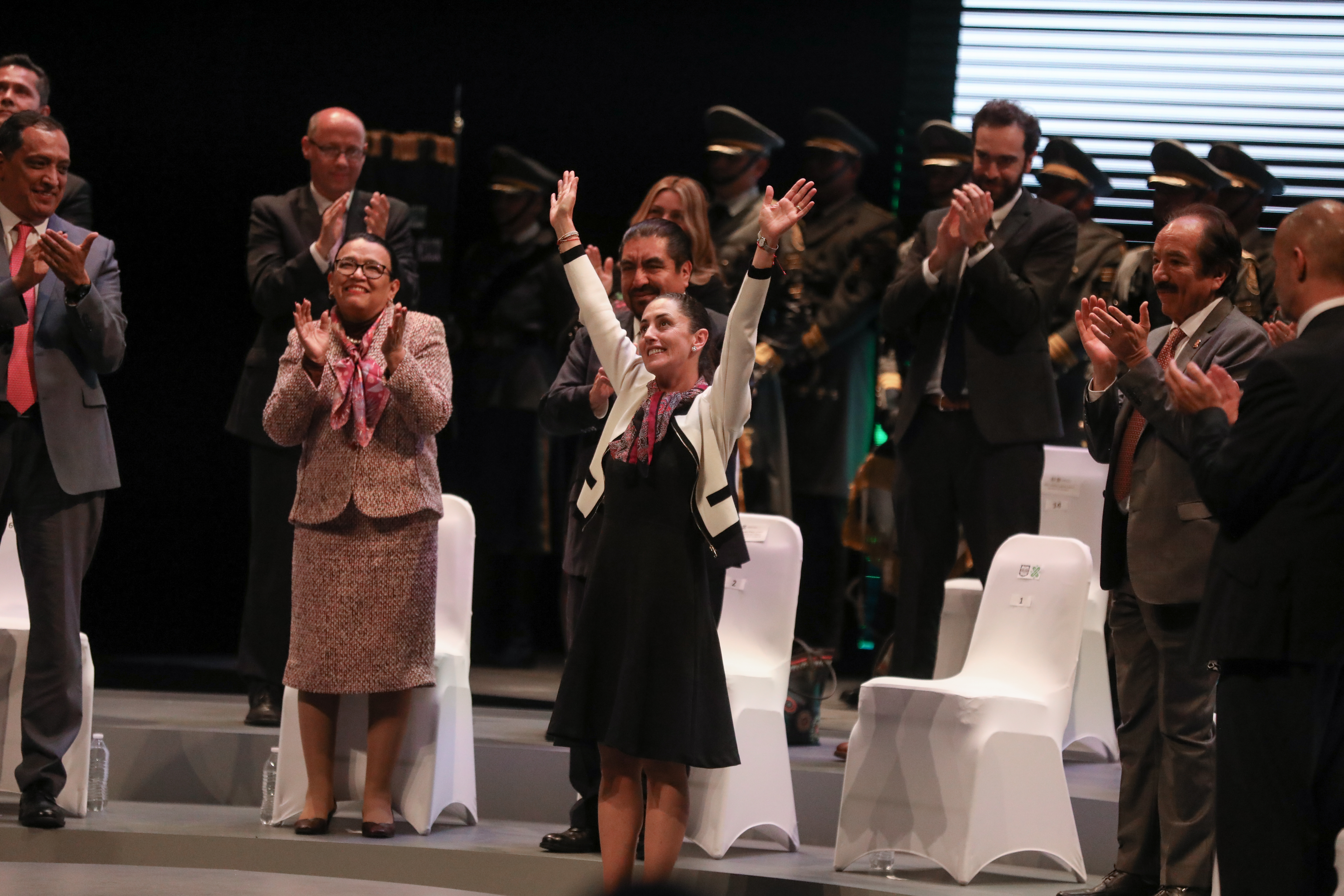
Després de prendre possessió com a cap de govern, Claudia Sheinbaum va anar al Teatre de la Ciutat de Mèxic per presentar el seu gabinet i programa de govern.

Claudia Sheinbaum va guanyar les eleccions federals de Mèxic de 2024 amb el 57,9% dels vots, convertint-se en la primera dona en ocupar el càrrec a Mèxic, imposant-se a Xóchitl Gálvez, de l'aliança opositora Fuerza y Corazón por México, que ha obtingut un 29% dels sufragis, i de Jorge Álvarez Máynez, el candidat de Moviment Ciutadà, que ha rebut un 10,5% dels vots.
En febrer de 2025 va aprovar l'enviament de més de 10.000 soldats a la frontera entre els Estats Units i Mèxic com a part de l'acord amb Donald Trump, recentment escollit president dels Estats Units d'Amèrica, per frenar el trànsit de fentanil i migrants il·legals.

## Drets de les dones i drets socials
Durant la seva campanya electoral a Cap de Govern de la Ciutat de Mèxic ha considerat la violència contra les dones a Mèxic com una prioritat i va llançar la proposta de protocol d'alerta de gènere per a la capital, davant el fenomen del feminicidi, així com accions en la fiscalia local per a evitar que es criminalitzi a les víctimes. També va proposar enfortir la igualtat del treball en la llar. Entre altres accions per a acabar reclama també que es faci visible el treball de les dones en la ciència, la tecnologia, la política, cultura, espectacle, entre altres àmbits. Les dones en llocs de decisió, diu, han de reivindicar el treball d'altres dones:
| « | Però no és suficient, per a mi una política pública, quan està a càrrec d'una dona, no és suficient amb que sigui una dona la que està en el rol. La dona que arriba a un lloc d'elecció ha de reivindicar a les dones. Si no es converteix en una reproductora d'una cultura masclista. | » |

També es va comprometre a posar fi a l'abús laboral, a impulsar campanyes educatives per a prevenir l'embaràs adolescent i a defensar els drets de diversitat sexual.
El juliol de 2018 va rebre la constància de la majoria que l'acredita com a Cap de Govern electa de la Ciutat de Mèxic per al període 2018-2024. El 6 de setembre de 2023, es va anunciar que havia guanyat el procés intern del partit Moviment Regeneració Nacional (MORENA) per esdevenir la candidata a Presidenta a les eleccions federals de Mèxic de 2024 de la coalició Sigamos Haciendo Historia, hereva de la coalició Juntos Haremos Historia que va guanyar les eleccions federals de Mèxic de 2018.

## Vida personal
El 1986 va conèixer Carlos Imaz Gispert amb qui es va casar el 1987 i del que es va separar el 2016 després de tenir dos fills. Sheinbaum es casar amb Jesús María Tarriba, que havia estat la seva parella durant la seva etapa a la Universitat Nacional Autònoma de Mèxic i després de trencar la relació van perdre el contacte durant més de tres dècades, reconnectant en 2016 quan ambdós ja estaven divorciats.

## Publicacions acadèmiques
És autora de més de cent publicacions especialitzades i de dos llibres en els temes d'energia, medi ambient i desenvolupament sustentable, entre altres:
- Problemática ambiental de la Ciudad de México, Sheinbaum C. Limusa-Instituto d'Ingeniería, UNAM. 2008. ISBN 978-607-5-00049-7
- Solís Ávila, Juan Carlos «Consumo de energía y emisiones de CO 2 del autotransporte en México y escenarios de mitigación». . Revista internacional de contaminación ambiental, 32, 1, 2016, p. 147–149. ISSN: 0188-4999.
- Huesca Pérez, María Elena. Social implications of siting wind energy in a disadvantaged region – The case of the Isthmus of Tehuantepec, Mexico. 58.  Renewable and Sustainable Energy Reviews, 2016, p. 952-965. DOI 10.1016/j.rser.2015.12.310.
- Sheinbaum Pardo, Claudia. Decomposition analysis from demand services to material production: The case of CO2 emissions from steel produced for automobiles in Mexico. 174.  Applied Energy, 2016, p. 245-255. DOI 10.1016/j.apenergy.2016.04.107.
- Martínez Montejo, Samuel A. The impact of energy efficiency standards on residential electricity consumption in Mexico. 32.  Energy for Sustainable Development, 2016, p. 50-61. DOI 10.1016/j.esd.2016.02.010.
- Imaz, Mariana. Science and technology in the framework of the sustainable development goals. 14.  World Journal of Science, 2016, p. 50-61. DOI 10.1108/WJSTSD-04-2016-0030.
- Chatellier-Lorentzen, Diego. Assessing the Impacts of Final Demand on CO₂-eq Emissions in the Mexican Economy: An Input-Output Analysis. 9.  Energy and Power Engineering, 2017, p. 40-54. DOI 10.4236/epe.2017.91004.
- Rojas-Cardenas, JC. Energy efficiency in the Mexican iron and steel industry from an international perspective. 158.  Journal of Cleaner Production, 2017, p. 335-348. DOI 10.1016/j.jclepro.2017.04.092.
- Rosas, J. The structure of household energy consumption and related CO2 emissions by income group in Mexico. 14.  Energy for Sustainable Development, 2010, p. 127-133. DOI 10.1016/j.esd.2010.04.002.
- Ruíz Mendoza, B.J.. Electricity sector reforms in four Latin-American countries and their impact on carbon dioxide emissions and renewable energy. 38.  Energy Policy, 2010, p. 6755-6766. DOI 10.1016/j.enpol.2010.06.046.
- Ruíz, B.J.. Energy consumption and related CO2 emissions in five Latin American countries: Changes from 1990 to 2006 and perspectives. 36.  Energy, 2011, p. 3629-3638. DOI 10.1016/j.energy.2010.07.023.
- Masera, O. Mitigating Carbon Emissions while Advancing National DevelopmentPriorities: The Case of Mexico. 47.  Climatic Change, 2000, p. 259-282. DOI 10.1023/A:1005610923555.
- Ozawa, L. Energy use and CO2 emissions for Mexico's cement industry. 23.  Energy, 1998, p. 725-732. DOI 10.1016/S0360-5442(98)00022-X.
- Ozawa, L. Energy use and CO2 emissions in Mexico's iron and steel industry industry. 27.  Energy, 2002, p. 225-239. DOI 10.1016/S0360-5442(01)00082-2.
- Ozawa, L. New trends in industrial energy efficiency in the Mexico iron and steel industry. 27.  OSTI, 1999, p. 225-239.
- Friedmann, R. Mexican electric end-use efficiency: Experiences to date. 23.  Annual Review of Energy and the Environment, 2003, p. 225-252. DOI 10.1146/annurev.energy.23.1.225.
- Meyers, S. Transportation energy use in Mexico. 23.  U.S. Department of Energy OSTI, 1994, p. 225-252. DOI 10.2172/10180670.